# دره سیه تپی
دره سیه تپی، روستایی در دهستان دامن بخش دامن شهرستان ایرانشهر در استان سیستان و بلوچستان ایران است.

## جمعیت
بر پایه سرشماری عمومی نفوس و مسکن در سال ۱۳۹۵، جمعیت این روستا برابر با ۶۸ نفر (۲۲ خانوار) بوده‌است.